# Gorni Lom, Vidin
Gorni Lom (în bulgară Горни Лом) este un sat în comuna Ciuprene, regiunea Vidin,  Bulgaria. 

## Demografie
Componența etnică a satului Gorni Lom
     Romi (24%)
     Bulgari (74,2%)
     Nicio identificare (1,79%)
     Altele (0%)
La recensământul din 2011, populația satului Gorni Lom era de 725 locuitori. Din punct de vedere etnic, majoritatea locuitorilor (74,2%) erau bulgari, cu o minoritate de romi (24,0%). Pentru 1,79% din locuitori nu este cunoscută apartenența etnică.